# TSV Birkenau
| TSV Birkenau                                                            | TSV Birkenau                                                   |
| Vereinsdaten                                                            | Vereinsdaten                                                   |
| ----------------------------------------------------------------------- | -------------------------------------------------------------- |
| Gegründet:                                                              | 1886                                                           |
| Vereinsfarben:                                                          | blau / orange                                                  |
| Mitglieder:                                                             | 1.000                                                          |
| Anschrift:                                                              | TSV Birkenau e. V. Bergstraße 15a 69488 Birkenau               |
| Spielstätten:                                                           | Herrmann-Sattler-Halle Langenberghalle Sportplatz Tannenbuckel |
| Nationale Titel Handball:                                               |                                                                |
| - Deutscher Feldhandballmeister 1974 - Deutscher Meister mC-Jugend 1983 |                                                                |

Der Turn- und Sportverein Birkenau e. V. 1886 ist ein deutscher Sportverein aus dem südhessischen Ort Birkenau. Bekannt ist der Verein vor allem durch seine Handballabteilung, deren erste Männermannschaft in den 1960er und 1970er Jahren in der Handball-Bundesliga spielte. Der Verein wurde 1886 als TV Birkenau gegründet. und seit 1950 als TSV Birkenau weitergeführt.

## Die Handballabteilung
Bereits 1929 wurde Handball als Sportart beim TSV Birkenau etabliert. Im Vordergrund stand zunächst Feldhandball. Hier qualifizierte sich der TSV von 1961 an bis 1966 (mit Ausnahme 1963) durchgehend für die Endrundenspiele um die Deutsche Feldhandballmeisterschaft. 1966 schaffte der Verein die Qualifikation für die neu geschaffenen Bundesligen in Feld und Halle die damals zweigeteilt (Nord- und Südstaffel) waren. Der Feldhandballbundesliga gehörte der Verein von 1967 bis zu deren Auflösung 1973 durchgehend an. Bei der Endrunde um die Deutsche Meisterschaft im Feldhandball 1974 wurde der TSV Birkenau mit einem 16:14-Sieg über den SV Crumstadt Deutscher Meister. Das Finale fand im vor 4.000 Besuchern im Weinheimer Stadion satt.  
Im Hallenhandball gehörte der Verein der Bundesliga zunächst bis 1969 an und spielte anschließend über viele Jahre in der Regionalliga Süd, der damals zweithöchsten deutschen Spielklasse. 1979 gelang unter Spielertrainer Milan Krstić nochmals der Aufstieg in die nunmehr eingleisige Hallenhandball-Bundesliga. Nach der Saison musste der Verein die 1. Liga aber wieder verlassen. 1981 gelang dann die Qualifikation zur neugeschaffenen 2. Bundesliga, der der TSV bis 1986 angehörte. 
Nach vielen Jahren der ersten und zweiten Bundesliga erfolgte aufgrund schwieriger werdender finanzieller Rahmenbedingungen der Rückzug in die Regionalliga bzw. Baden-Württemberg Oberliga. Heute spielt der Verein in der Badenliga.
Die männliche A-Jugend wurde 1988 Süddeutscher Meister. Die männliche C-Jugend gewann 1983 die Deutsche Meisterschaft.
Sehr erfolgreich sind heute die Damenmannschaften des TSV, die erste Mannschaft erreichte 2014 im 47. Jahr ihres Bestehens den Aufstieg in die Baden-Württemberg Oberliga und ein Jahr später in der 3. Liga. Nach dem Abstieg aus der 3. Liga 2019 spielt die Mannschaft in der Baden-Württemberg-Oberliga. Große Erfolge vermelden die weiblichen Jugendmannschaften. Hier erreichten die B- und A-Jugendteams in den letzten Jahren Spitzenplatzierungen in der Endrunde um die Deutsche Meisterschaft. So wurde die weibliche B-Jugend 4. der Deutschen Meisterschaft 2014. Die weibliche A-Jugend spielt seit 2013 in der neu gegründeten A-Jugend Bundesliga.

### Geschichte und Erfolge (in Auszügen)
- 1886 – Gründung des TV Birkenau
- 1929 – Handball als neue Sportart eingeführt
- 1947 – Tischtennis als neuer Sport eingeführt
- 1950 – Gründung TSV Birkenau als Nachfolgeverein für TV 1886
- 1952 – Badischer Hallenhandballmeister
- 1960 – Badischer Feldhandballmeister und Aufstieg in die Süddeutsche Oberliga
- 1961 – erstmalige Qualifikation für die Endrunde um die Deutsche Feldhandballmeisterschaft (ebenso 1962, 1964, 1965 und 1966)
- 1964 – Süddeutscher Feldhandballmeister
- 1966 – Süddeutscher Feldhandballmeister;
- 1966 – Aufstieg in die Feldhandball-Bundesliga (Gründungsmitglied)
- 1966 – Aufstieg in die Hallenhandball-Bundesliga (Gründungsmitglied)
- 1971 – Süddeutscher Hallenhandballmeister
- 1974 – Deutscher Feldhandballmeister
- 1979 – Aufstieg in die 1. Bundesliga;
- 1979 – Festakt "50 Jahre Handball in Birkenau"
- 1980 – Abstieg aus der 1. Bundesliga
- 1981 – Qualifikation für die neugeschaffene 2. Bundesliga
- 1983 – Männl. C-Jugend Deutscher Meister
- 1986 – Abstieg aus der 2. Bundesliga
- 1986 – Radsport als neue Sportart eingeführt
- 1988 – Männl. A-Jugend Süddeutscher Meister
- 1990 – Bau des neuen Clubhauses
- 2000 – Baden-Württemberg-Oberliga Herren
- 2006 – Regionalliga Herren
- 2006 – Sieger IBOT (Handballturnier) Weibliche C-Jugend
- 2007 – Sieger IBOT (Handballturnier) Weibliche B-Jugend
- 2008 – Hallenhandball Baden-Württemberg-Oberliga
- 2008 – Bau der vereinseigenen Hermann-Sattler-Halle
- 2011 – Badenliga Herren
- 2011 – Jubiläumsfeier „125 Jahre TSV Birkenau“
- 2012 – Weibl. B Jugend nimmt an Spielen um die Deutsche Meisterschaft teil
- 2013 – Qualifikation weibl. A-Jugend zur A-Jugendbundesliga
- 2014 – Damen Badischer Meister und Aufsteiger in die Baden-Württemberg Oberliga
- 2014 – Weibl. B-Jugend erreicht 4. Platz bei der Deutschen Meisterschaft
- 2014 – Weibl. A-Jugend erreicht das Viertelfinale um die Deutsche Meisterschaft
- 2015 – Weibl. A-Jugend erreicht erneut das Viertelfinale um die Deutsche Meisterschaft
- 2015 – Damen Ib-Mannschaft steigt in die Badenliga auf
- 2016 – 1. Damenmannschaft steigt in die 3. Liga auf
- 2019 – 1. Damenmannschaft steigt aus 3. Liga ab und spielt in der BW-Oberliga
- 2024 – Damen Badischer Meister und Aufsteiger in die Baden-Württemberg Oberliga

## Weitere Abteilungen
Neben der Handballabteilung, die mit 18 Mannschaften die mit Abstand größte Mitgliederzahl im Verein aufweist (63 Prozent), sind noch weitere Abteilungen im Verein:
- Badminton
- Turnen
- Gesundheitssport
- Radsport